# بوسه خوب
«بوسه خوب» (به انگلیسی: A Good Kiss) تک‌آهنگی از حادثه است که در ۳ سپتامبر ۲۰۰۷ منتشر شد.